# 瀬口七海
瀬口 七海（せぐち ななみ、1992年10月17日 - ）は、日本の女子サッカー選手。ポジションはフォワード。

## 来歴
日ノ本学園高校に所属していた2010年6月、U-20女子ワールドカップに臨むU-20日本代表に選出された。大会ではグループステージ最終戦・イングランド戦の終了間際から途中出場した。
その後、早稲田大学に進学、2013年夏季ユニバーシアードの日本代表に選出された。

## 代表歴
- U-20日本代表
  - 2010 FIFA U-20女子ワールドカップ; グループステージ敗退（1試合出場）
- ユニバーシアード日本代表
  - 2013年夏季ユニバーシアード; 5位